# Janis Kraus
Janis Kraus (* 3. Oktober 1989) ist ein deutscher Fußballspieler.

## Karriere
Der 1,80 Meter große defensiv-Allrounder, der sowohl auf den Außenverteidigerpositionen als auch im defensiven und zentralen Mittelfeld agieren kann, begann seine Fußballkarriere in der Jugend der SG Sendenhorst. Er spielte seit der C-Jugend bei Rot Weiss Ahlen und erhielt am 5. Juni 2009 einen Lizenzspielervertrag. Sein erstes Spiel für Ahlen in der 2. Bundesliga machte Kraus am 9. Mai 2010 (34. Spieltag), als er bei der 4:1-Auswärtsniederlage gegen Energie Cottbus in der 46. Minute für Sebastian Pelzer eingewechselt wurde. In der Saison 2010/11 war er zunächst Stammspieler bei Ahlen in der 3. Liga, jedoch verletzte er sich beim Pokalspiel gegen Werder Bremen in einem Zweikampf mit Per Mertesacker so schwer am Bein, dass es zu keinem weiteren Einsatz in der Saison kam. Auf Grund eines Studiums in Bielefeld wechselte Kraus im Juni 2011 zum Delbrücker SC. Von der Saison 2012/13 bis 2015/16 spielte er zusammen mit seinem älteren Bruder Florian Kraus beim FC Gütersloh 2000, bevor beide den Verein verließen. Nach einem kurzen Intermezzo beim SV Lippstadt 08 schloss er sich in der Winterpause 2016/17 dem Oberligisten TuRU Düsseldorf an.